# Zayid bin Sultan al Nuhayyan

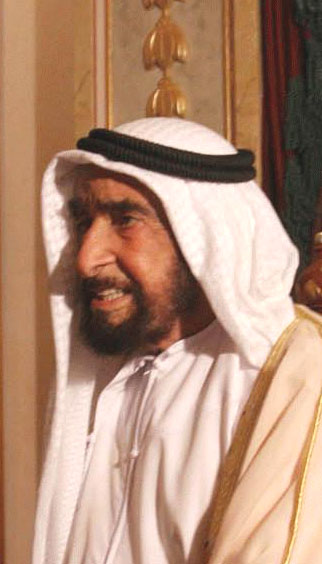
Zayid bin Sultan al Nuhayyan

Sjeik Zayid (of Zayed) bin Sultan al Nuhayyan of al-Nahayan (Arabisch: الشيخ زايد بن سلطان أل نهيان) (Al Ain, 6 mei 1918 – aldaar, 2 november 2004) was staatshoofd van Abu Dhabi en president van de Verenigde Arabische Emiraten.
Op 6 augustus 1966 volgde sjeik Zayed na een paleisrevolutie zijn broer sjeik Shakhbut Bin-Sultan Al Nahyan op als emir van Abu Dhabi.
 Sjeik Zayed werd voor het eerst in 1971 als president van de Verenigde Arabische Emiraten gekozen; vervolgens werd hij viermaal herkozen en wel in 1976, 1981, 1986 en 1991. Hij werd beschouwd als een liberaal leider.
In 1999 ontving de sjeik tijdens zijn verblijf in het ziekenhuis vanwege enkele tests een persoonlijke bedankbrief van het volk van de Verenigde Arabische Emiraten met 1,5 miljoen handtekeningen. In 2000 onderging hij een niertransplantatie.
Op 2 november 2004 overleed sjeik Zayed. De oorzaak van zijn overlijden werd niet bekendgemaakt. Hij verbleef kort voordien nog in Londen voor een medische behandeling. Hij werd opgevolgd door zijn zoon, Khalifa bin Zayed Al Nahayan.